# James Cox (Uhrmacher)
James Cox (* um 1723; † Anfang 1800) war ein englischer Uhrmacher, Juwelier und Unternehmer aus London. Er handelte unter anderem mit aufwendigen, als Dekorationsstücke konzipierten Uhrwerken und Automaten, die er in London und Genf produzieren ließ und vor allem nach China exportierte.

## Leben
Das älteste Zeugnis der unternehmerischen Tätigkeit von Cox ist die Gründung einer Niederlassung am Racquet Court in der Fleet Street im Jahre 1749. Von 1757 bis 1795 unterhielt er beziehungsweise seine Firma James Cox & Son dann eine Niederlassung in der Shoe Lane 103, ebenfalls an der Fleet Street. James Cox produzierte seine Uhrwerke und Automaten nicht nur selbst in London, sondern handelte auch mit Werken bekannter Schweizer Uhrmacher aus Genf wie Pierre Jaquet-Droz und Jean-Frédéric Leschot und vergab Auftragsarbeiten dorthin. Eigenen Angaben zufolge beschäftigte er zu Beginn der 1770er Jahre etwa 800 bis 1000 Arbeiter. 1769 erwarb er zudem von Nicholas Sprimont die Chelsea Porcelain Factory, eine der bedeutendsten englischen Porzellanmanufakturen, die er allerdings nach fünf Monaten wieder verkaufte. Um den Bekanntheitsgrad seiner Uhrwerke und Automaten zu erhöhen und eine größere Nachfrage zu erzeugen, eröffnete Cox 1772 am Charing Cross das Spring Gardens Museum, in welchem er eine Auswahl seiner besten Kreationen zur Schau stellte. Das Museum selbst war jedoch kein finanzieller Erfolg, so dass er es 1774 wieder schloss und die Exponate anschließend durch eine Lotterie vertrieb, zu der er vom Parlament die Erlaubnis erhalten hatte. Für die 56 Exponate wurden etwa 120.000 Lose verkauft, deren Einnahmen sich auf etwa 197.500 Pfund Sterling beliefen. Trotz der anfänglich erfolgreichen Exporte nach Indien und China geriet Cox später in finanzielle Schwierigkeiten und musste im November 1778 zum zweiten Mal Bankrott anmelden.

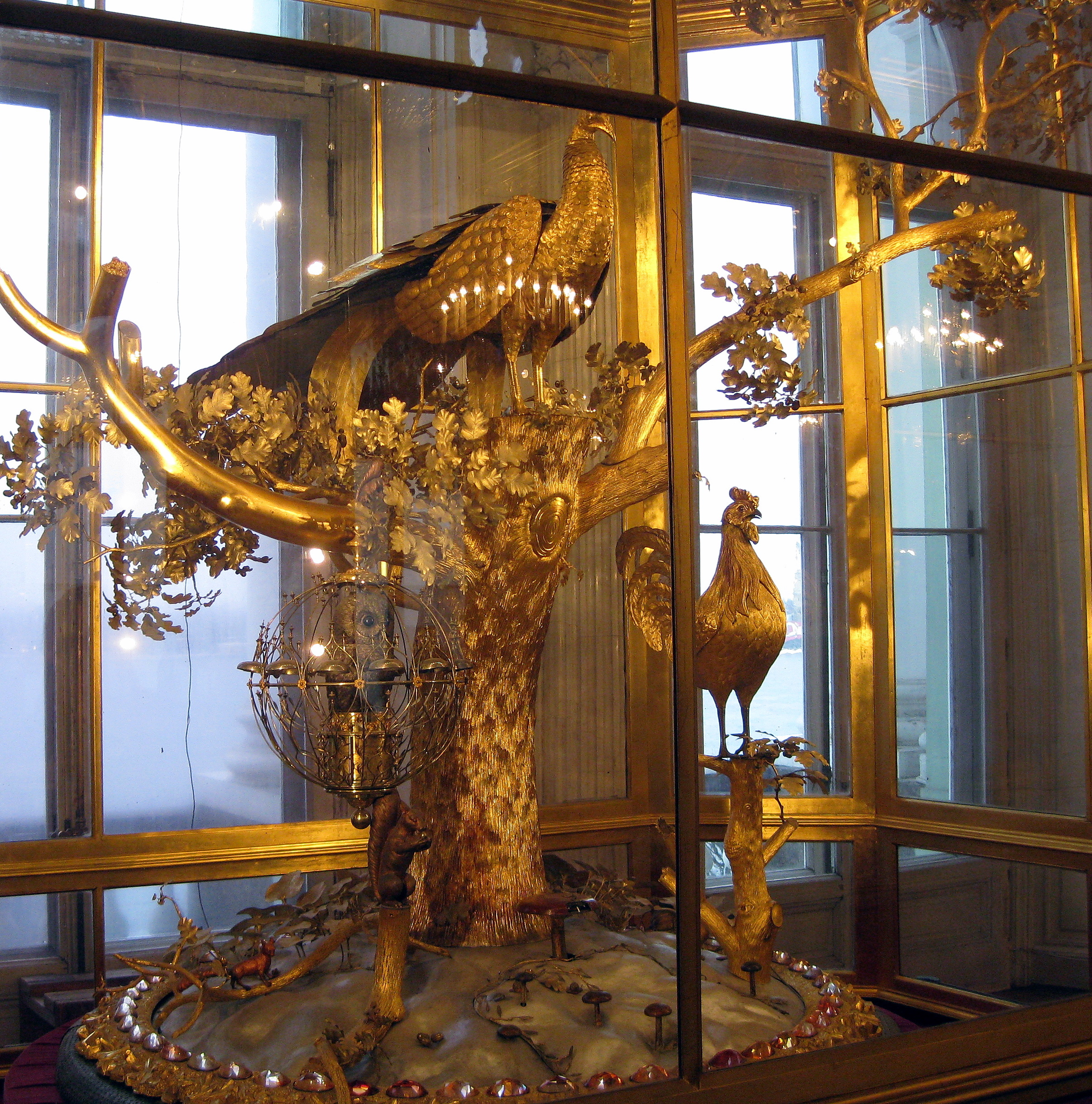
Pfauenuhr in der Eremitage

In den 1760er Jahren begann Cox nach Indien und China zu exportieren, allerdings mussten die Exporte über die Britische Ostindien-Kompanie laufen, die zu jener Zeit das Handelsmonopol für China und Indien besaß. Viele Details dieser Exporte sind nicht bekannt, gesichert ist jedoch, dass Cox 1766 im Auftrag der Ostindien-Kompanie zwei Automaten als Geschenk für den Kaiser Qianlong anfertigte. Seine Kreationen waren am chinesischen Kaiserhof sehr beliebt. Der St. James Chronicle berichtete 1772, dass der Kaiser Qianlong eine komplette Schiffsladung mit Erzeugnissen von Cox aufkaufte, während er Schiffe anderer Händler abwies. Einem Bericht aus dem Jahre 1773 zufolge hatte Cox zu diesem Zeitpunkt Uhrwerke und Automaten im Wert von über 500.000 Pfund Sterling ins Ausland verkauft. Als die britische Regierung jedoch 1772 den Export von Luxusgütern nach China verbot, verlor Cox seinen Hauptexportmarkt. Es wird vermutet, dass er das Spring Gardens Museum auch deshalb gründete, um eine Verwendung für seine ursprünglich zum Export bestimmten Automaten zu finden. Nach seinem Bankrott 1778 reiste sein Sohn John Henry zu Beginn der 1780er Jahre nach Guangzhou, um dort eine Niederlassung zu gründen und vor Ort für den chinesischen Markt zu produzieren. John Henry hatte zunächst von der Ostindien-Kompanie die Erlaubnis erhalten, für drei Jahre als freier Händler in China tätig zu sein. Er geriet dann jedoch in Konflikt mit ihr, vermutlich weil er versuchte, sich mit zwei eigenen Schiffen am Baumwoll- und Opiumhandel zu beteiligen. Die Ostindienkompanie zwang ihn daraufhin, Guangzhou zu verlassen. John Henry umging das Monopol der Ostindien-Kompanie, indem er offiziell unter der Flagge anderer Länder operierte. Nachdem er zwischenzeitlich mit Unterstützung des schwedischen Königs Gustaf III. im nordamerikanischen Pelzhandel tätig gewesen war, kehrte er 1791 im Auftrag Preußens nach Guangzhou zurück. Bereits 1788 war jedoch James Cox & Son erneut in finanzielle Schwierigkeiten geraten; bereits ein Jahr zuvor hatte Henry Cox Daniel Beale (1759–1827) an der Niederlassung beteiligt. Diese wechselte dann in der Folgezeit noch mehrmals Namen und Besitzer. Die Niederlassung in London operierte hingegen noch bis 1795 unter dem Namen James Cox & Son.
Über die letzten Lebensjahre von Cox ist wenig bekannt. Sein Sohn John Henry verstarb Ende 1791 in Guangzhou und im Herbst 1792 verstarb seine einzige Tochter Elizabeth im Alter von 32 Jahren. 1797 schloss das letzte Geschäft seiner Firma in der Shoe Lane und Cox verstarb wenige Jahre später vermutlich im Februar 1800 in Watford, wo er ein kleines Landhaus besaß. Gesichert ist, dass sein Leichnam am 26. Februar 1800 von Watford nach London überführt wurde, um dort im Familiengrab in Bunhill Fields beigesetzt zu werden. Aus seinen letzten Lebensjahren ist zudem noch eine Anekdote überliefert. Ihr zufolge erwarb Cox 1787 den einbalsamierten Kopf Oliver Cromwells und verkaufte diesen über ein Jahrzehnt später 1799 für 230 Pfund Sterling, um private Schulden zu begleichen.

## Werk und Rezeption

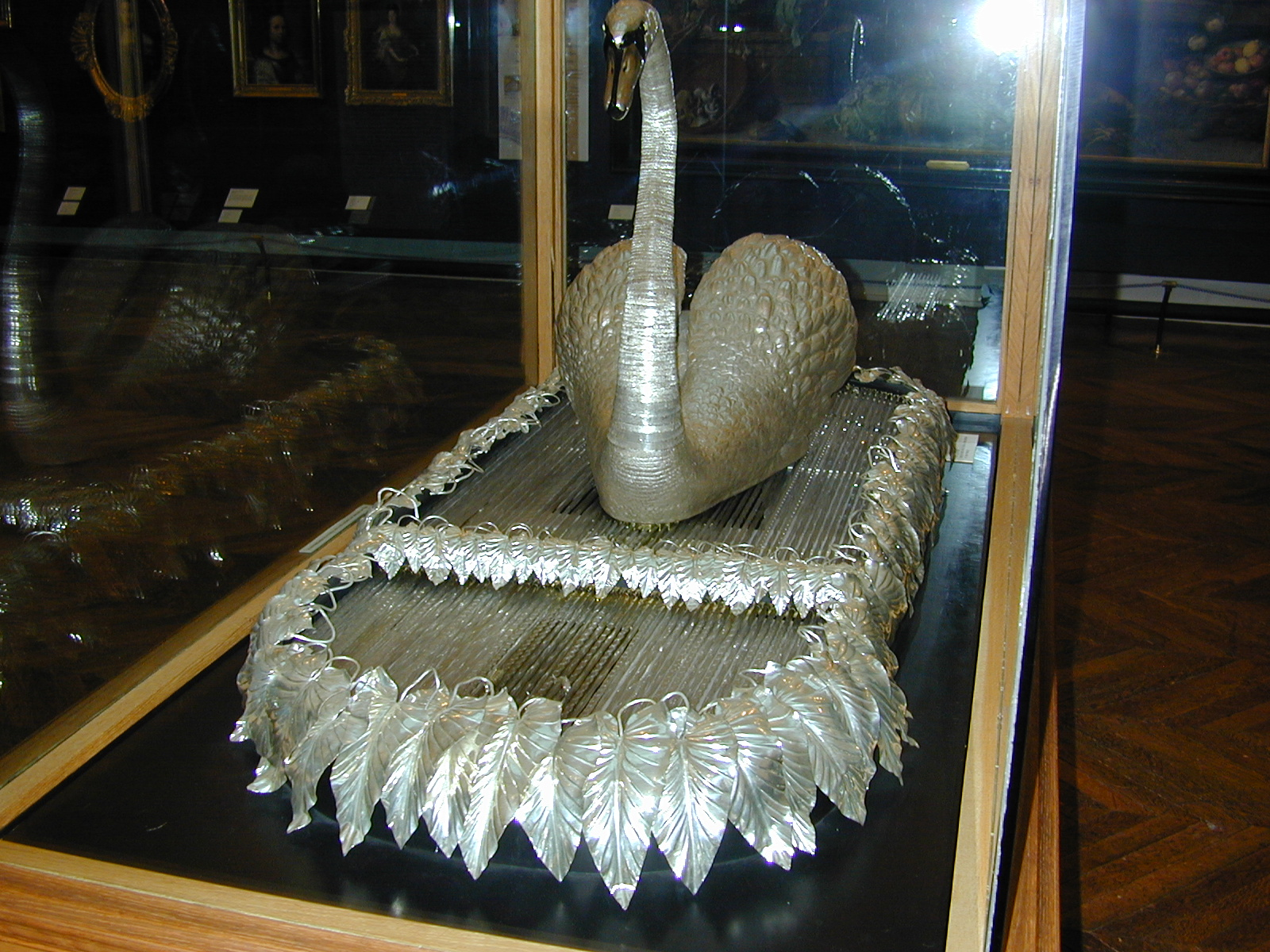
The Silver Swan im Bowes Museum

Uhrwerke und Automaten von Cox befinden sich heute in den Sammlungen international bekannter Museen wie dem Metropolitan Museum of Art in New York, der Eremitage in Sankt Petersburg, der Zhongbiao Guan (Uhrenhalle) in der Verbotenen Stadt in Peking, dem Bowes Museums in Nordengland und dem Victoria and Albert Museum in London. Die mit Abstand größte Anzahl von Exponaten ist dabei im Besitz der Museen der verbotenen Stadt, während die zwei berühmtesten Einzelstücke, der silberne Schwan (Bowes Museum) und die Pfauenuhr (Eremitage) in Europa zu finden sind. Der silberne Schwan ist ein von drei Uhrwerken angetriebener Automat, der die Bewegungen eines schwimmenden Schwans darstellt. Die Pfauenuhr ist ein mit Gold und Juwelen verzierter Automat, der mit einem Pfau, einem Hahn und einer Eule über drei mechanisierte Vögel verfügt. Katharina die Große erhielt die Pfauenuhr vermutlich 1781 als Geschenk von Potjomkin.
Um 1760 entwickelte Cox zusammen mit Jean-Joseph Merlin, der auch die Mechanik für einige von Cox' Automaten entwickelte, eine der ersten atmosphärische Uhren. Diese nutzen Luftdruckschwankungen, um ihre Uhrwerke automatisch aufzuziehen. Auf diese Weise entsteht der Eindruck eines vermeintlichen Perpetuum mobiles und Cox selbst gab seiner Uhr den Namen The Perpetual Motion. Sie enthielt ursprünglich 68 Kilogramm Quecksilber zur Erfassung der Luftdruckveränderungen. Heute befindet sie sich in den Sammlungen des Victoria and Albert Museums.
Das Auktionshaus Bonhams versteigerte im Dezember 2012 eine Uhr von Cox, die sich zwischenzeitlich im Besitz des ägyptischen Königs Faruq befand, für 385.250 Pfund Sterling.
Der Schriftsteller Christoph Ransmayr ließ sich von Cox und seiner Perpetual Motion zu dem Roman Cox oder Der Lauf der Zeit (2016) inspirieren, in dem der britische Uhrmacher Alister Cox im 18. Jahrhundert nach China reist, um dort für den Kaiser Qianlong eine "ewige Uhr" zu bauen.